# L'ultimo padrino (miniserie televisiva 1997)
L'ultimo padrino (The Last Don) è una miniserie televisiva statunitense del 1997 di Graeme Clifford ispirata all'omonimo romanzo di Mario Puzo.

## Trama
Don Domenico Clericuzio, feroce e potente padrino mafioso statunitense di provenienza siciliana, ha deciso di accompagnare gli interessi della sua Famiglia verso ambienti completamente legali, ma deve tenere conto di rancori famigliari mai sopiti e nuovi ostacoli formidabili.